# Покрытый колл
Покрытый колл (обеспеченный колл) (от англ. covered call) — инвестиционная стратегия, при которой инвестор продаёт (выписывает) колл-опцион на активы, которыми он владеет или которые будут приобретены одновременно с продажей опциона.
Данная стратегия снижает риск обладания активами, поскольку падение стоимости активов частично компенсируется премией, полученной от продажи опциона. В то же время, покрытый колл ограничивает и возможный доход, так как при цене актива, превышающей указанную в опционе, инвестор будет вынужден продать активы по зафиксированной в опционе цене.